# كاتين
كَاتِين هي قرية، وكيان إداري إقليمي في روسيا، تقع في Smolensky District, Smolensk Oblast ‏، بلغ عدد سكانها 1,737 نسمة وذلك حسب إحصائيات سنة 2007، تبلغ مساحتها 27.94 كيلومتر مربع، رمزها البريدي هو 214522.